# Браунс-Валли (тауншип, Миннесота)
Браунс-Валли (англ. Browns Valley) — тауншип в округе Биг-Стон, Миннесота, США. На 2000 год его население составило 438 человек.

## География
По данным Бюро переписи населения США площадь тауншипа составляет 126,6 км², из которых 123,2 км² занимает суша, а 3,4 км² — вода (2,68 %).

## Демография
По данным переписи населения 2000 года здесь находились 438 человек, 183 домохозяйства и 120 семей.  Плотность населения —  3,6 чел./км².  На территории тауншипа расположено 215 построек со средней плотностью 1,7 построек на один квадратный километр. Расовый состав населения: 99,77 % белых и 0,23 % коренных американцев. Испанцы или латиноамериканцы любой расы составляли 0,68% от популяции тауншипа.
Из 183 домохозяйств в 32,2 % воспитывались дети до 18 лет, в 56,3 % проживали супружеские пары, в 6,0 % проживали незамужние женщины и в 34,4 % домохозяйств проживали несемейные люди. 32,8 % домохозяйств состояли из одного человека, при том 20,8 % из — одиноких пожилых людей старше 65 лет. Средний размер домохозяйства — 2,39, а семьи — 3,07 человека.
28,1 % населения — младше 18 лет, 3,9 % — в возрасте от 18 до 24 лет, 25,1 % — от 25 до 44, 22,6 % — от 45 до 64, и 20,3 % — старше 65 лет. Средний возраст — 40 лет. На каждые 100 женщин приходилось 90,4 мужчин.  На каждые 100 женщин старше 18 приходилось 95,7 мужчин.
Средний годовой доход домохозяйства составлял 28 571 доллар, а средний годовой доход семьи —  35 000 долларов. Средний доход мужчин —  25 781  доллар, в то время как у женщин — 18 750. Доход на душу населения составил 15 312 долларов. За чертой бедности находились 10,2 % семей и 14,7 % всего населения тауншипа, из которых 22,7 % младше 18 и 11, % старше 65 лет.